# 예감 좋은 날
강민주의 예감 좋은 날은 G1 Fresh FM(원주 103.1 춘천 105.1 강릉 106.1 태백 99.3 평창 88.3, 평창 방림 90.5, 속초 101.3MHz)에서 진행자 변경으로 2004년 10월 18일부터 현재까지 매일 아침 9시부터 11시까지 방송중인 강민주 아나운서가 진행하고 있는 라디오 프로그램이다.

## 진행
- 13대 : 강민주 아나운서 (여)

## 역대 진행
- 1대 DJ : 박성화 아나운서 (여) - 최대현과 결혼 후 퇴사. 현재 경기도 파주시에 거주중이다.
- 2대 : 박주언 전 아나운서 (여) - iFM 경인방송으로 이직
- 3대 : 이선미 PD (여)  - 행복한아침, 예감좋은날, 뮤직블로그 연출 / 현재 퇴사
- 4대 : 오유진 기상캐스터 (여) - 현 TBN 강원교통방송 DJ, G1 MC
- 5대 : 이윤정 아나운서 (여) - KBS 46기 아나운서로 이직
- 6대 : 유한솔 아나운서 (남) - 계약만료로 퇴사 후 현 MBN 아나운서 (청일점)
- 7대 : 손민정 아나운서 (여) - 계약만료로 퇴사
- 8대 : 김옥영 아나운서 (여) - 계약만료로 퇴사
- 10대 : 김태준 아나운서 (남) - 퇴사, 현 TV조선 전국부 기자
- 9,11대 : 김수민 아나운서 (여) - 퇴사, 현 프리랜서 방송인
- 12대 : 조해린 아나운서 (여)

## 같이 보기
- G1방송
- G1 Fresh FM
- SBS 파워FM
- 아름다운 이 아침 봉태규입니다